# Чапаево (Туймазинский район)
Чапаево (баш. Чапаев) — деревня в Туймазинском районе Башкортостана, входит в состав Верхнетроицкого сельсовета.
С 2005 современный статус.

## История
Название происходит от фамилии Чапаев (Василия Ивановича Чапаева). 
Статус деревня, сельского населённого пункта, посёлок получил согласно Закону Республики Башкортостан от 20 июля 2005 года N 211-з «О внесении изменений в административно-территориальное устройство Республики Башкортостан в связи с образованием, объединением, упразднением и изменением статуса населенных пунктов, переносом административных центров», ст.1:

6. Изменить статус следующих населенных пунктов, установив тип поселения - деревня:
1) в Туймазинском  районе:…
 р) поселка Чапаево Верхнетроицкого сельсовета

## Население
| 2002 | 2009 | 2010 |
| ---- | ---- | ---- |
| 58   | ↗60  | ↘56  |

Национальный состав
Согласно переписи 2002 года, преобладающая национальность — башкиры (85 %).

## Географическое положение
Расстояние до:
- районного центра (Туймазы): 35 км,
- центра сельсовета (Верхнетроицкое): 8 км,
- ближайшей ж/д станции (Туймазы): 35 км.

## Достопримечательности
- Шумиловские водопады — водопад, образованный Шумиловскими ключами. Необычен тем, что находится вдали от ближайших гор, а вода стекает со значительной высоты по склону невысокого скалистого холма, с уровня почти половины его высоты. Вода из водопада сливается в единый ручей и впадает в речку Большой Кидаш. Памятник природы с 2010 года[6][7][8].